# Castelgaillard
Castelgaillard település Franciaországban, Haute-Garonne megyében. Lakosainak száma 56 fő (2022. január 1.). Castelgaillard Agassac, Ambax, Coueilles, Fabas, Labastide-Paumès, Mauvezin és Riolas községekkel határos.

## Népesség
A település népességének változása:
| Lakosok száma | 115  | 84   | 67   | 52   | 62   | 62   | 61   | 59   | 58   | 56   |
|               | 1968 | 1982 | 1990 | 2006 | 2013 | 2015 | 2017 | 2019 | 2020 | 2022 |